# RAC (каска)

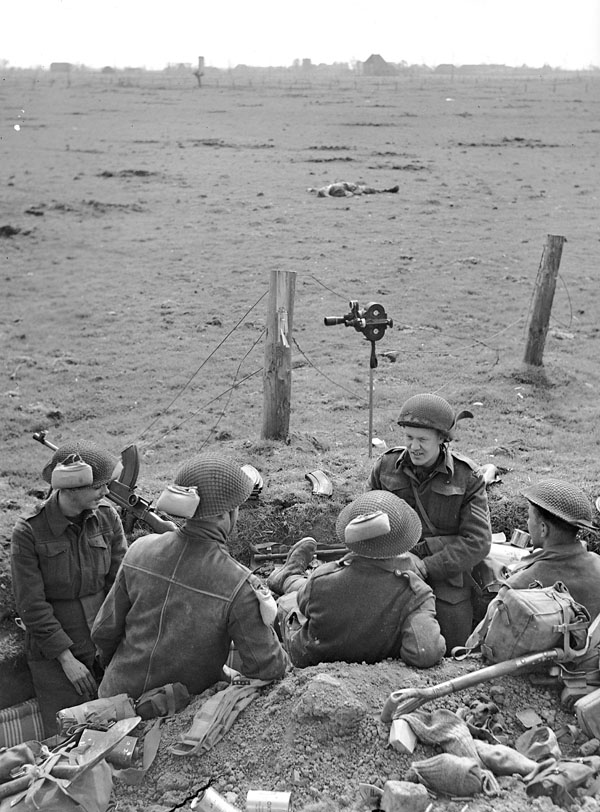
Сержант Ф. Бил из подразделения кино- и фотосъемки канадской армии разговаривает с пехотинцами в 1945 году. Бил носит шлем RAC Mk1, пехотинцы носят каски Броди/

RAC или Royal Armoured Corps helmet (англ. Шлем Королевского бронетанкового корпуса) — британский шлем, созданный для военнослужащих бронетанковых войск . Как и в случае с HSAT аналогичной формы, данный шлем изначально производился компанией Briggs Motor Bodies в Дагенхэме. Он был введён во время Второй мировой войны и выдавался странам Содружества после 1945 года вплоть до Фолклендской войны.

## История
Уже в годы Первой мировой войны английские танкисты экипировались специальными шлемами, которые, в отличие от шлемов Броди, не имели широких полей. Первые танковые шлемы производились из нескольких скреплённых кусков кожи. Первая партия таких шлемов в количестве 22 000 штук была выпущена летом 1917 года, кроме того, ещё 2 000 шлемов было произведено для французских союзников.
В 1930-е, во время реформирования танковых частей, был затронут и вопрос оснащения танкистов новыми шлемами. В 1934 году был одобрен шлем RTC-35, сделанный из волокна и оснащённый системой адаптации элементов телефонии. В поисках окончательного варианта шлема для оснащения быстро увеличивающихся моторизованных подразделений был принят образец, созданный в 1940 году компаниями Helmet Ltd. и Patent Pulp Manufacturing & Co . В течение войны было выпущено несколько улучшенных версий шлема, в том числе предназначенные для боевых действий в Тихоокеанском регионе.
Официально шлемы RAC перестали состоять на вооружении в бронетанковых частях в 1973 году, но в Королевском флоте (был в резерве для артиллеристов) и в Королевской морской пехоте сохранялись до конца 1980-х годов .

## Пользователи
- Бельгия;
- Великобритания;
- Канада — применялись канадскими танкистами, состоявшими в британских танковых частях.